# Phanogomphus graslinellus
Phanogomphus graslinellus is een echte libel uit de familie van de rombouten (Gomphidae).
De wetenschappelijke naam van de soort werd in 1862 als Gomphus graslinellus gepubliceerd door Benjamin Dann Walsh.